# Cúp bóng đá Tahiti
Cúp bóng đá Tahiti (còn có tên là Coupe de Polynésie hay Coupe de Tahiti Nui) là một giải bóng đá loại trực tiếp ở Polynésie thuộc Pháp. Giải được thành lập năm 1938, và trao cho đội vô địch một suất thi đấu ở Cúp bóng đá Pháp.
Giữa các năm 2001 và 2006 có hai giải đấu cúp diễn ra song song.

## Danh sách đội bóng vô địch Cúp bóng đá Tahiti / Coupe de Polynésie / Coupe de Tahiti Nui
- 1938: Marine
- 1945: CAICT
- 1946: AS Fei Pi
- 1947: AS Fei Pi
- 1948: AS Fei Pi
- 1949: AS Fei Pi
- 1950: AS Central Sport
- 1951: AS Jeunes Tahitiens
- 1952: AS Vénus
- 1953: AS Central Sport
- 1954: AS Central Sport
- 1955: AS Fei Pi
- 1956: AS Fei Pi
- 1957: AS Central Sport
- 1958: AS Fei Pi
- 1959: AS Fei Pi
- 1960: AS Excelsior
- 1961: AS Central Sport
- 1962: AS Central Sport
- 1963: AS Excelsior
- 1964: AS Excelsior
- 1965: AS Excelsior
- 1966: AS Central Sport
- 1967: AS Central Sport
- 1968: AS Tamarii Punaruu
- 1969: AS Tamarii Punaruu
- 1970: AS Arue
- 1971: AS Jeunes Tahitiens
- 1972: AS Central Sport
- 1973: AS Central Sport
- 1974: AS Vaiete
- 1975: AS Central Sport
- 1976: AS Central Sport
- 1977: AS Central Sport
- 1978: AS Pirae
- 1979: AS Central Sport
- 1980: AS Pirae
- 1981: AS Central Sport
- 1982: AS Jeunes Tahitiens
- 1983: AS Central Sport
- 1984: AS Pirae
- 1985: AS PTT
- 1986: AS PTT
- 1987: AS Jeunes Tahitiens
- 1988: AS Central Sport
- 1989: AS Jeunes Tahitiens
- 1990: AS Vénus
- 1991: AS Vénus
- 1992: AS Vénus
- 1994: AS Pirae
- 1995: AS Central Sport
- 1996: AS Pirae
- 1997: AS Dragon
- 1998: AS Vénus
- 1999: AS Vénus
- 2000: AS Pirae
- 2001: AS Dragon
- 2002: AS Pirae
- 2003: AS Manu-Ura
- 2004: AS Dragon
- 2005: AS Pirae
- 2006: AS Temanava
- 2007: AS Tefana
- 2008: AS Tefana
- 2009: AS Manu-Ura
- 2010: AS Tefana
- 2011: AS Tefana
- 2012: AS Tefana
- 2013: AS Dragon
- 2014: AS Tefana
- 2015: AS Pirae
- 2016: AS Dragon

## Danh sách đội bóng vô địch Coupe de Tahiti
- 2001: AS Vénus
- 2002: Không rõ
- 2003: Không rõ
- 2004: AS Tefana
- 2005: AS Manu-Ura
- 2006: AS Tefana

## Thành tích

### Thành tích theo câu lạc bộ
| Câu lạc bộ          | Vô địch Coupe de Polynésie | Vô địch Coupe de Tahiti |
| ------------------- | -------------------------- | ----------------------- |
| AS Central Sport    | 18                         | —                       |
| AS Pirae            | 9                          | —                       |
| AS Fei Pi           | 8                          | —                       |
| AS Tefana           | 6                          | 2                       |
| AS Vénus            | 6                          | 1                       |
| AS Jeunes Tahitiens | 5                          | —                       |
| AS Dragon           | 5                          | —                       |
| AS Excelsior        | 4                          | —                       |
| AS Manu-Ura         | 2                          | 1                       |
| AS PTT              | 2                          | —                       |
| AS Tamarii Punaruu  | 2                          | —                       |
| AS Temanava         | 1                          | —                       |
| AS Vaiete           | 1                          | —                       |
| AS Arue             | 1                          | —                       |
| CAICT               | 1                          | —                       |
| Marine              | 1                          | —                       |